# Artiuchowka (obwód kurski)
Artiuchowka (ros. Артюховка) – wieś (ros. деревня, trb. dieriewnia) w zachodniej Rosji, centrum administracyjne sielsowietu artiuchowskiego w rejonie oktiabrskim (obwód kurski).

## Geografia
Miejscowość położona jest nad Dicznią (lewy dopływ Sejmu), 14 km na południowy zachód od centrum administracyjnego rejonu (Priamicyno), 31 km na południowy zachód od Kurska, 21 km od drogi magistralnej (federalnego znaczenia) M2 «Krym».
We wsi znajduje się 151 posesji.
Klimat
Miejscowość, jak i cały rejon, znajduje się w strefie klimatu kontynentalnego z łagodnym ciepłym latem i równomiernie rozłożonymi opadami rocznymi (Dfb w klasyfikacji klimatów Köppena).
|                            | Sty  | Lut  | Mar  | Kwi  | Maj  | Cze  | Lip  | Sie  | Wrz  | Paź  | Lis  | Gru  |
| -------------------------- | ---- | ---- | ---- | ---- | ---- | ---- | ---- | ---- | ---- | ---- | ---- | ---- |
| Najwyższe temperatury (°C) | -4   | -3   | 2,9  | 13,1 | 19,5 | 22,7 | 25,3 | 24,7 | 18,2 | 10,6 | 3,4  | -1,1 |
| Najniższe temperatury (°C) | -8,6 | -8,7 | -4,8 | 2,8  | 9,2  | 13,1 | 15,9 | 15   | 9,8  | 4    | -1,1 | -5,3 |
| Opady (mm)                 | 52   | 44   | 48   | 50   | 64   | 71   | 75   | 56   | 58   | 58   | 47   | 49   |
| Ilość dni z opadami        | 8    | 8    | 8    | 7    | 8    | 9    | 9    | 6    | 7    | 7    | 7    | 8    |

## Demografia
W 2010 r. wieś zamieszkiwało 267 osób.